# 1549 v. Chr.
Portal Geschichte | Portal Biografien | Aktuelle Ereignisse | Jahreskalender | Tagesartikel

◄ |
17. Jahrhundert v. Chr. |
16. Jahrhundert v. Chr. |
15. Jahrhundert v. Chr. |
►

1530er v. Chr. |
1520er v. Chr. |
►

1549 v. Chr. |
1548 v. Chr. |
1547 v. Chr. |
1546 v. Chr. |
► |
►►

## Gestorben

### Genaues Todesdatum unbekannt
- Yi Yin, chinesischer Politiker (* 1648 v. Chr.)